# Câble Axion
Ne doit pas être confondu avec Axon' Cable.
Pour les articles homonymes, voir Axion (homonymie).
Câble Axion est un fournisseur en télécommunication offrant dans plusieurs régions du Québec des services de télévision numérique et HD, d'Internet haute vitesse et de téléphonie par câble. Fondée en 1984, la marque disparaît en 2023.

## Historique
La compagnie est fondée en 1984 par Paul Girard. Elle dessert alors la région de l'Estrie[réf. nécessaire].
Le CRTC autorise l'acquisition du réseau TéléCâble Sainte-Marie en 1997. L'entreprise agrandit alors son aire de service au nord de la Beauce.
En 2007, Câble Axion est acheté à parts égales par DERYTelecom et CoopTel,. CoopTel agit alors comme fournisseur sous-jacent.
Axion acquiert ensuite des réseaux dans le sud de Chaudière-Appalaches Câblovision A.C.L. et celui de la Coopérative de câble de Saint-Just-de-Bretenières[réf. nécessaire].
En 2018, DERYTelecom prend le contrôle total d'Axion. DERY est racheté par Cogeco en 2020.
En 2023, Cogeco retire la marque Axion et les services sont maintenant offerts sous la marque de Cogeco.